# 로버트마다가스카르쥐
로버트마다가스카르쥐 또는 보알라보아날라(Gymnuromys roberti)는 붉은숲쥐과에 속하는 설치류의 일종이다. 로버트마다가스카르쥐속(Gymnuromys)의 유일종이다. 자연 서식지는 아열대 또는 열대 기후 지역의 건조림이다.